# Манкос (Колорадо)
Манкос (англ. Mancos) — місто (англ. town) в США, в окрузі Монтесума штату Колорадо. Населення — 1196 осіб (2020).

## Географія
Манкос розташований за координатами 37°20′48″ пн. ш. 108°17′38″ зх. д. / 37.34667° пн. ш. 108.29389° зх. д. (37.346607, -108.293778).  За даними Бюро перепису населення США в 2010 році місто мало площу 1,66 км², уся площа — суходіл.

## Демографія
Згідно з переписом 2010 року, у місті мешкало 1336 осіб у 546 домогосподарствах у складі 320 родин. Густота населення становила 803 особи/км².  Було 608 помешкань (365/км²).
Расовий склад населення:
| - 85,4 % — білих - 6,3 % — корінних американців - 0,7 % — азіатів - 0,3 % — вихідців з тихоокеанських островів - 0,1 % — чорних або афроамериканців - 4,2 % — осіб інших рас |

До двох чи більше рас належало 3,1 %. Частка іспаномовних становила 12,3 % від усіх жителів.
За віковим діапазоном населення розподілялося таким чином: 26,6 % — особи молодші 18 років, 57,8 % — особи у віці 18—64 років, 15,6 % — особи у віці 65 років та старші. Медіана віку мешканця становила 38,0 року. На 100 осіб жіночої статі у місті припадало 87,9 чоловіків;  на 100 жінок у віці від 18 років та старших — 81,8 чоловіків також старших 18 років.
Середній дохід на одне домашнє господарство  становив 44 797 доларів США (медіана — 36 729), а середній дохід на одну сім'ю — 45 191 долар (медіана — 36 364). Медіана доходів становила 38 947 доларів для чоловіків та 31 042 долари для жінок. За межею бідності перебувало 27,3 % осіб, у тому числі 53,7 % дітей у віці до 18 років та 1,5 % осіб у віці 65 років та старших.
Цивільне працевлаштоване населення становило 808 осіб. Основні галузі зайнятості: освіта, охорона здоров'я та соціальна допомога — 21,2 %, мистецтво, розваги та відпочинок — 14,5 %, будівництво — 14,1 %, виробництво — 14,0 %.